# Ramiro Ginocchio
Ramiro Ginocchio (La Spezia, 6 marzo 1873 – Veliki Hribach, 14 settembre 1916) è stato un militare italiano, che già decorato con due medaglie d'argento e una di bronzo al valor militare, cadde in combattimento nel corso della prima guerra mondiale venendo decorato con la medaglia d'oro al valor militare alla memoria, e la promozione postuma a tenente colonnello per meriti di guerra.

## Biografia
Nacque a La Spezia il 6 marzo 1873, figlio del cavalier Giuseppe, già Maggior commissario sulle navi della Regia Marina, e di Rosalbina Brenta.
Proveniente da una famiglia di tradizioni militari, venne avviato alla stessa carriera, entrando nel settembre 1889 nella Scuola militare di Modena, da cui uscì nel 1892 con il grado di sottotenente, assegnato al 43º Reggimento fanteria.
Nel 1896, dietro sua domanda, viene destinato in Eritrea dove rimane per dieci anni. Curioso delle culture del Corno d'Africa si dedica allo studio della lingua tigrina di cui compila una grammatica. Studia anche e scrive della storia e dei costumi della Regione dei Tigrè.
Rientrato in Patria dopo la promozione a capitano, ritornò in Africa nell'aprile 1909. Assegnato al comando di una compagnia indigena, prese parte alle operazioni di pacificazione delle tribù che erano insorte, venendo decorato con una Medaglia d'argento al valor militare.
Dopo lo scoppio della guerra italo-turca fu mandato in Libia dove, al comando di una compagnia dell'84º Reggimento fanteria, si distinse durante i combattimenti di Zanzur, Adbes Samas e Sidi Bilal, tanto da venire decorato con una seconda Medaglia d'argento al valor militare.

Rientrato in Eritrea nel gennaio 1914 in forza al IV Battaglione eritreo "Toselli", andò nuovamente in Tripolitania dopo l'entrata in guerra del Regno d'Italia, avvenuta il 24 maggio 1915, in quanto le tribù arabe erano insorte contro il dominio italiano.

Nonostante una grave ferita al femore riportata in un’azione militare nella regione di Sliten, in Libia, che gli valse la concessione della Medaglia di bronzo al valor militare e la promozione a maggiore nel mese di ottobre, chiese di partecipare comunque alle operazioni belliche sul fronte dell'Isonzo.
Rimpatriato, nel giugno 1916 fu assegnato al 73º Reggimento fanteria combattendo sul Carso nel corso della settima battaglia dell'Isonzo.

Cadde gloriosamente a Veliki Hribach (Col Grande) il 14 settembre. Alla sua memoria venne concessa la Medaglia d'oro al valor militare e la promozione a tenente colonnello per merito di guerra.
Alla sua memoria la città della Spezia ha dedicato una piazza del centro storico.

### Fonti
1. ↑  Carolei, Greganti, Modica 1968, p. 264.
2. 1 2 3 4 5 6 7  Gruppo Alpini Novi Ligure.
3. 1 2 3 4 5 6 7 8  Combattenti Liberazione.
4. 1 2 3 4  Cav. Uff. Carlo Tacchino, Il valore dei Novesi nella Grande Guerra, In Novitate fascicolo II, n ̊ 6, novembre 1988, pag. 9-10.
5. ↑  Quirinale - scheda - visto 17 settembre 2018